# Rakaia macra
Espèce
Rakaia macra est une espèce d'opilions cyphophthalmes de la famille des Pettalidae.

## Distribution
Cette espèce est endémique de Nouvelle-Zélande. Elle se rencontre vers Waipori.

## Publication originale
- Boyer & Giribet, 2003 : « A new Rakaia species (Opiliones, Cyphophthalmi, Pettalidae) from Otago, New Zealand. » Zootaxa, no 133, p. 1–14.